# Mel Holden
Melville George "Mel" Holden (Dundee, 25 augustus 1954 – Penwortham, 31 januari 1981) was een Schots voetballer die in het seizoen 1979 uitkwam voor PEC Zwolle.

## Overlijden
In het jaar 1981 overleed Holden aan amyotrofe laterale sclerose. Na de dood van Holden doneerde Preston North End-speler Peter Litchfield duizend pond aan een stichting die zorgt voor betere medicijnen tegen deze ziekte.